# Penselwood
Penselwood, ook Pen Selwood, is een civil parish in het bestuurlijke gebied South Somerset, in het Engelse graafschap Somerset met 273 inwoners.